# Lijst van basilieken

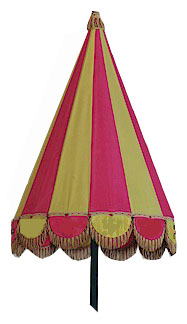
Een conopeum, een van de kenmerken van een basiliek

Een basiliek (Latijn: basilica) is een eretitel voor een katholiek kerkgebouw met een bijzondere betekenis. Dit kan zijn omdat de kerk van groot historische belang is, omdat er een bijzonder reliek ligt, of omdat de kerk het centrum is van een bepaalde devotie of bedevaart. De eretitel wordt door de paus toegekend.
Er wordt een onderscheid gemaakt tussen verschillende basilieken. Zo zijn er basilieken met de titel basilica maior en die met de titel basilica minor. Onder die laatste groep vallen ook de zogenaamde Patriarchale basilicae minores. Verreweg de meeste basilieken vallen onder de groep basilica minor, zo'n 1500 wereldwijd.

## Basilica maior
De titel Basilica Maior is voorbehouden aan vier Romeinse kerken. Sinds een besluit van paus Benedictus XVI uit 2006 worden deze tegenwoordig ook wel pauselijke basilieken genoemd:
- Sint-Pieterskerk
- Sint-Jan van Lateranen, de aartsbasiliek
- Heilige Maria de Meerdere
- Sint-Paulus buiten de Muren

## Basilica minor
Alle overige basilieken (ongeveer 1900 wereldwijd) zijn basilica minor. Ze zijn te herkennen aan het conopeum en tintinnabulum (baldakijn en klokje), die aan weerszijden van het hoofdaltaar zijn geplaatst. Voor de titel is vereist dat de kerk een zekere historische betekenis heeft of een belangrijke relikwie bezit en daarnaast een centrum vormt voor pastorale werken en liturgie binnen een bisdom.

### Patriarchale basilicae minores
Binnen de basilica minor hebben sommige basilieken een patriarchale status.
- Sint-Laurens buiten de Muren in Rome
- Sint-Franciscusbasiliek in Assisi
- Onze-Lieve-Vrouw-ter-Engelen in (Portiuncula) (bij Assisië)
- Sint-Antoniusbasiliek in Padua
- Basilica della Casa Santa in Loreto
- Basiliek van San Marco in Venetië

### Niet-patriarchale basilicae minores
Alle overige basilieken zijn basilicae zonder patriarchale status. Sommige van deze basilieken zijn tevens kathedraal. Ook zijn er heiligdommen en bedevaartskerken bij.

## België
België telt officieel 30 basilieken:
| Basiliek                                                                                                | Plaats                  | Stichtingsjaar                                                                   | Jaar van verheffing | Reden van verheffing                                 | Afbeelding |
| --- | ----------------------- | -------------------------------------------------------------------------------- | ------------------- | ---------------------------------------------------- | ---------- |
| Sint-Andriesbasiliek (abdij van Zevenkerken)                                                            | Sint-Andries            | ca. 1100 -1796, hersteld 1902                                                    | 1952                | Abdij met aanzienlijke liturgische uitstraling       |            |
| Sint-Salvatorskathedraal                                                                                | Brugge                  | 1127-1166                                                                        | 1921                |                                                      |            |
| Basiliek van het Heilig Bloed                                                                           | Brugge                  | 1134-1157                                                                        | 1923                | Heilig Bloed-bedevaartsoord                          |            |
| Basiliek van het Heilig Hart (Berchem)                                                                  | Berchem                 | 1875                                                                             | 1878                |                                                      |            |
| Basiliek van het Heilig Hart te Koekelberg                                                              | Koekelberg              | 1905-1970                                                                        | 1952                |                                                      |            |
| Sint-Hermesbasiliek                                                                                     | Ronse                   | Sint-Hermescrypte uit 1089 - eerste kerkgebouw vanaf 831 (traditie zegt 650-660) | 2019                | Verering H. Hermes en jaarlijkse Fiertelommegang     |            |
| Sint-Martinusbasiliek                                                                                   | Luik                    | vanaf 965                                                                        | 1886                |                                                      |            |
| Sint-Martinusbasiliek                                                                                   | Halle                   | vanaf 727                                                                        | 1946                | Onze-Lieve-Vrouw van Halle bedevaartsoord            |            |
| Sint-Maternusbasiliek                                                                                   | Walcourt                | vanaf 922                                                                        | 1950                | Onze-Lieve-Vrouw van Walcourt                        |            |
| Basiliek van Onze-Lieve-Vrouw van Basse-Wavre (Priorij Basse-Wavre)                                     | Waver                   | vanaf 16e eeuw                                                                   | 1999                |                                                      |            |
| Basiliek van Onze-Lieve-Vrouw van Chèvremont                                                            | Vaux-sous-Chèvremont    |                                                                                  | 1928                | Notre-Dame du Château-Neuf-bedevaartsoord            |            |
| Basiliek van Onze-Lieve-Vrouw van Dadizele                                                              | Dadizele                |                                                                                  | 1882                | Onze-Lieve-Vrouwe Onbevlekt Ontvangen-bedevaartsoord |            |
| Basiliek van Sint-Benedictus (benedictijner-abdij van Maredsous)                                        | Anhée                   | 1881                                                                             | 1926                | Bedevaartsoord                                       |            |
| Basiliek van Onze-Lieve Vrouw van Godsdal (Cisterciënzer-abdij van Godsdal)                             | Aubel                   | vanaf 1216                                                                       | 1946                |                                                      |            |
| Basiliek van Onze-Lieve-Vrouw van Goede Bijstand                                                        | Bon-Secours             |                                                                                  | 1910                | Notre-Dame du chêne-entre-deux-bois-bedevaartsoord   |            |
| Basiliek van Onze-Lieve-Vrouw van Goede Hoop (Premonstratenzer-abdij van Notre-Dame de Bonne-Espérance) | Vellereille-les-Brayeux |                                                                                  | 1957                |                                                      |            |
| Basiliek van Onze-Lieve-Vrouw met het Gouden Hart                                                       | Beauraing               |                                                                                  | 2013                |                                                      |            |
| Basiliek van Onze-Lieve-Vrouw van Hanswijk                                                              | Mechelen                | 1663-1681                                                                        | 1987                | Bedevaartsoord (Onze-Lieve-Vrouw van Hanswijk)       |            |
| Basiliek van Onze-Lieve-Vrouw van Kortenbos                                                             | Kortenbos               | vanaf 1639                                                                       | 1936                | Bedevaartsoord                                       |            |
| Onze-Lieve-Vrouw-van-Lourdesbasiliek                                                                    | Edegem                  | 1931-1933                                                                        | 2008                |                                                      |            |
| Basiliek van Onze-Lieve-Vrouw van Lourdes                                                               | Oostakker               | 1875-1877                                                                        | 1924                | Onze-Lieve-Vrouw van Lourdes-bedevaartsoord          |            |
| Basiliek van Onze-Lieve-Vrouw van Orval (Cisterciënzer-abdij Notre-Dame d'Orval)                        | Villers-devant-Orval    | 1132                                                                             | 1939                |                                                      |            |
| Basiliek van Onze-Lieve-Vrouw van Scherpenheuvel                                                        | Scherpenheuvel          | 1627                                                                             | 1922                | Bedevaartsoord                                       |            |
| Basiliek van Onze-Lieve-Vrouw van Tongeren                                                              | Tongeren                | vanaf 1240                                                                       | 1927                | Bedevaartsoord                                       |            |
| Basiliek van Onze-Lieve-Vrouw van Tongre                                                                | Tongre-Notre-Dame       | vanaf 1081                                                                       | 1927                |                                                      |            |
| Basiliek en klooster van Onze-Lieve-Vrouw van Troost                                                    | Vilvoorde               | 1641-1643                                                                        | 2006                |                                                      |            |
| Sint-Petrus en Sint-Paulusbasiliek                                                                      | Saint-Hubert            | vanaf 1064                                                                       | 1927                | Heilige Hubertus-bedevaartsoord                      |            |
| Sint-Pieter en Paulusbasiliek (Benedictijner-Sint-Pieter en Sint-Paulusabdij)                           | Dendermonde             | 1902                                                                             | 1939                | Enige abdij bisdom Gent                              |            |
| Sint-Servaasbasiliek (Premonstratenzer-abdij van Grimbergen)                                            | Grimbergen              | vanaf 1660                                                                       | 1999                |                                                      |            |
| Virga Jessebasiliek                                                                                     | Hasselt                 | vanaf 1334                                                                       | 1998                | Bedevaartsoord                                       |            |

## Nederland
Nederland telt sinds 2018 27 basilieken. Van 1964 tot 2013 was ook de Sint-Walburgiskerk van Arnhem in de lijst opgenomen.
| Basiliek                                          | Plaats           | Bouwjaar       | Jaar van verheffing | Reden van verheffing                                                                         | Afbeelding |
| ------------------------------------------------- | ---------------- | -------------- | ------------------- | -------------------------------------------------------------------------------------------- | ---------- |
| Basiliek van de H.H. Agatha en Barbara            | Oudenbosch       | 1867-1880      | 1912                |                                                                                              |            |
| Sint-Amelbergabasiliek                            | Susteren         | vanaf 714      | 2007                | Zevenjaarlijkse heiligdomsvaart                                                              |            |
| Kathedrale basiliek Sint Bavo                     | Haarlem          | 1895-1930      | 1948                |                                                                                              |            |
| Sint-Calixtusbasiliek                             | Groenlo          | 1906-1908      | 2014                |                                                                                              |            |
| Sint-Franciscusbasiliek                           | Bolsward         | 1934           | 2017                | Devotie Maria van Sevenwouden en verering Zalige Titus Brandsma; verheffing d.d. 28 mei 2017 |            |
| Sint-Georgiusbasiliek                             | Almelo           | 1900-1902      | 2009                |                                                                                              |            |
| Sint-Jansbasiliek                                 | Laren            | 1924           | 1937                | Sint-Jansprocessie                                                                           |            |
| Sint-Jansbasiliek                                 | Oosterhout       | vanaf 1277     | 1977                |                                                                                              |            |
| Sint-Janskathedraal                               | 's-Hertogenbosch | vanaf 1370     | 1929                | Zoete Lieve Vrouw van Den Bosch                                                              |            |
| Basiliek van de Heilige Kruisverheffing           | Raalte           | 1891-1892      | 1992                |                                                                                              |            |
| Sint-Lambertusbasiliek                            | Hengelo          | 1890           | 1998                |                                                                                              |            |
| Sint-Liduinabasiliek                              | Schiedam         | 1878-1881      | 1990                | Liduina van Schiedam                                                                         |            |
| Sint-Martinusbasiliek                             | Venlo            | vanaf 11e eeuw | 2018                | proclamatieviering d.d. 28 april 2019                                                        |            |
| Co-kathedrale basiliek van de Heilige Nicolaas    | Amsterdam        | 1884-1887      | 2012                | Devotie Mirakel van Amsterdam; verering H. Nicolaas van Myra, stadspatroon van Amsterdam     |            |
| Sint-Nicolaasbasiliek                             | IJsselstein      | 1885-1887      | 1972                | Onze Lieve Vrouw van Eiteren                                                                 |            |
| Basiliek van Onze-Lieve-Vrouw van het Heilig Hart | Sittard          | 1875-1877      | 1883                | Bedevaartskerk en devotie van Onze-Lieve-Vrouw van het Heilig Hart                           |            |
| Basiliek van Onze-Lieve-Vrouw-Tenhemelopneming    | Maastricht       | vanaf 5e eeuw  | 1933                |                                                                                              |            |
| Basiliek van Onze-Lieve-Vrouw-ten-Hemelopneming   | Zwolle           | 1394-1399      | 1999                | Verering Thomas a Kempis                                                                     |            |
| Sint-Pancratiusbasiliek                           | Tubbergen        | 1576           | 2000                |                                                                                              |            |
| Sint-Petrusbasiliek                               | Boxmeer          | vanaf 10e eeuw | 1999                | Heilig Bloedwonder en bijbehorende jaarlijkse processie                                      |            |
| Sint-Petrusbasiliek                               | Boxtel           | 15e - 16e eeuw | 2011                | Heilig Bloedwonder en bijbehorende jaarlijkse processie                                      |            |
| Sint-Petrusbasiliek                               | Oirschot         | 13e - 16e eeuw | 2013                | Devotie Onze Lieve Vrouw van de Heilige Eik; verheffing d.d. 23 juni 2013                    |            |
| Sint-Plechelmusbasiliek                           | Oldenzaal        | vanaf 8e eeuw  | 1950                | Verering Sint-Plechelmus                                                                     |            |
| Basiliek van het Heilig Sacrament                 | Meerssen         | 14e eeuw       | 1938                | Eucharistisch wonder en brandwonder                                                          |            |
| Sint-Servaasbasiliek                              | Maastricht       | vanaf 384      | 1985                |                                                                                              |            |
| Sint-Willibrordusbasiliek                         | Hulst            | vanaf 10e eeuw | 1930                |                                                                                              |            |
| Basiliek van de H.H. Wiro, Plechelmus en Otgerus  | Sint Odiliënberg | vanaf 8e eeuw  | 1957                |                                                                                              |            |

## Suriname
Suriname telt 1 basiliek.
| Basiliek                                     | Plaats     | Bouwjaar  | Jaar van verheffing | Reden van verheffing | Afbeelding |
| -------------------------------------------- | ---------- | --------- | ------------------- | -------------------- | ---------- |
| Sint-Petrus-en-Pauluskathedraal (Paramaribo) | Paramaribo | 1883-1887 | 2014                |                      |            |

## Europa

### Duitsland
- Basilika Sint-Anna, Altötting
- Basilika H.H. Petrus en Alexander, Aschaffenburg
- Basilika Vierzehnheiligen, Bad Staffelstein
- Basilika Sint-Hedwig, Berlijn
- Basilika Sint-Johannes, Berlijn
- Basilika Sint-Martinus, Bingen
- Munsterbasiliek, Bonn
- Sint-Severuskerk, Boppard
- Bedevaartskerk van Birnau
- Basilika Sint-Petrus, Dillingen
- Basilika Sint-Margareta, Düsseldorf
- Basilika Sint-Suïtbertus, Düsseldorf
- Basilika Sint-Clemens, Hannover
- Basilika Sint-Godehard, Hildesheim
- Basilika Sint-Laurentius, Kempten
- Basilika Sint-Maria, Kevelaer (verheven in 1923)
- Sint-Severin, Keulen
- Sint-Aposteln, Keulen
- Sint-Gereon, Keulen
- Sint-Ursula, Keulen
- Heilige Maria in het Capitool (Sankt Maria im Kapitol), Keulen
- Sint-Kunibert, Keulen
- Basilika Sint-Kastor, Koblenz
- Basilika Sint-Martinus, Landshut
- Quirinusmunster, Neuss
- Basilika Sint-Salvator, Prüm
- Basilika Sint-Marcellinus en Petrus, Seligenstadt
- Dom van Speyer, Speyer
- Drievuldigheidskapel, Waldsassen

### Frankrijk
- Albert: Basiliek Notre-Dame de Brebières
- Amiens: Notre-Dame van Amiens
- Avioth: Notre-Dame d'Avioth
- Boulogne-sur-Mer: Onze-Lieve-Vrouwebasiliek (sinds 1879)
- Chartres: Kathedraal van Chartres (sinds 29 januari 1908)
- Domrémy-la-Pucelle: Basiliek van Bois-Chenu (sinds 4 mei 1939)
- Lisieux: Basiliek van Sainte-Thérèse de Lisieux (sinds 11 juli 1954)
- Lourdes: Basiliek van Sint-Pius X, Rozenkransbasiliek, Basiliek van de Onbevlekte Ontvangenis
- Lyon: Notre-Dame de Fourvière
- Marseille:
  - Cathédrale de la Major de Marseille (sinds 1896)
  - Notre-Dame-de-la-Garde
- Parijs:
  - Notre-Dame (sinds 27 februari 1805)
  - Sacré-Cœur
- Saint-Denis: Kathedraal van Saint-Denis
- Saint-Nicolas-de-Port: Basiliek van Saint-Nicolas-de-Port (sinds 1950)
- Vézelay: Basiliek van Vézelay (sinds 1920)

### Italië
- Aquileia: Basiliek van Aquileia
- Assisi: Sint-Franciscusbasiliek
- Bari: Sint-Nicolaasbasiliek
- Florence:
  - Santa Croce
  - Sint-Laurensbasiliek
  - Santa Maria Novella
  - Santa Maria del Carmine
  - Santa Maria del Fiore
  - San Miniato al Monte
- Genua:
  - Helige Mariabasiliek in Castello (Basilica di Santa Maria di Castello)
  - Maria-Boodschapbasiliek in Vastato (Basilica della Santissima Annunziata del Vastato)
  - Basiliek van de Heilige Maria van de Wijngaarden (Basilica di Santa Maria delle Vigne)
  - Maria-Tenhemelopnemingbasiliek in Carignano (Basilica di Santa Maria Assunta di Carignano
  - Basiliek van de Onbevlekte Ontvangenis van Maria (Basilica di Santa Maria Immacolata)
  - Basiliek van de Heilige Franciscus de Paola (Basilica di San Francesco da Paola)
  - Basiliek van Onze Lieve Vrouwe van de Berg (Basilica di Nostra Signora del Monte)
  - Maria-Tenhemelopnemingbasiliek in Genua Sestri Ponente (Basilica di Nostra Signora Assunta a Sestri Ponente)
  - Basiliek van het Kindje Jezus van Praag (Santuario Basilica del Bambino Gesù di Praga) te Arenzano (Genua)
  - Maria-Tenhemelopnemingbasiliek te Camogli (Genua)
  - Basiliek van Onze Lieve Vrouwe van Bescherming (Santuario Basilica di Nostra Signora della Guardia) te Ceranesi (Genua)
- Loreto: Basiliek van het Heilig Huis
- Lucca: Basiliek van San Frediano
- Milaan: Sint-Laurensbasiliek
- Padua: Basilica di Sant'Antonio
- Ravenna:
  - Basiliek van Sant'Apollinare Nuovo
  - Basiliek van San Vitale
- Rome: zie Lijst van basilieken in Rome
- Siena: Sint-Dominicusbasiliek
- Venetië:
  - Basilica dei SS. Giovanni e Paolo
  - Basilica di San Marco
  - Basiliek van Santa Maria della Salute
  - Basilica di Santa Maria Gloriosa dei Frari

### Luxemburg
Luxemburg telt één basiliek:
- Echternach: Sint-Willibrordusbasiliek (sedert 1939)

### Oostenrijk
- Basilika Mariä Geburt, Mariazell (verheven in 1907)
- Dominikanerkirche St. Maria Rotunda, Wenen (verheven in 1927)
- Maria Treu Kirche, Wenen (verheven in 1949)
- Basilika Unserer Lieben Frau zu den Schotten, Wenen (verheven in 1958)
- St.-Laurenz-Basilika, Enns (verheven in 1970)
- Stiftskirche Lilienfeld, Lilienfeld (verheven in 1976)
- Pfarr- und Wallfahrtskirche Unsere Liebe Frau Mariä Heimsuchung und Loretokapelle, Rankweil (verheven in 1985)
- Stiftsbasilika Sankt Florian, Sankt Florian (verheven in 1999)
- Basilika St. Michael, Absam (verheven in 2000)

### Polen
- Kathedrale basiliek van Maria-Tenhemelopneming te Płock (sedert 1910)
- Heilig-Hartbasiliek te Warschau (sedert 1923)
- Basiliek van Gniezno (sedert 1931)
- Dominicanenkerk van Krakau (sedert 1957)
- Sint-Petrus-en-Paulusbasiliek van Poznań (sedert 1962)
- Onze-Lieve-Vrouw-en-Sint-Bartolomeüsbasiliek van Piekary Śląskie (sedert 1962)
- Kathedrale basiliek van Maria-Hemelvaart en Sint-Andreas van Frombork (sedert 1965)
- Kathedrale basiliek Maria-Hemelvaart van Białystok (sedert 1985)
- Mariabasiliek van Gdańsk (sedert 1986)
- Maria Geboortebasiliek te Chełm (sedert 1988)
- Kathedrale basiliek van Stanislaus Kostka te Łódź (sedert 1989)
- Sint-Floriaankathedraal te Warschau (sedert 1992)
- Basiliek van de Hemelvaart van de Heilige Maagd te Krzeszów (sedert 1998)
- Kerk van de Aartsengel Michaël en Sint-Stanislaus (sedert 2003)
- Basiliek van het Heiligdom van de Goddelijke Barmhartigheid te Krakau-Łagiewniki (sedert 2003)
- Mariabasiliek van Licheń (sedert 2005)
- Corpus Christibasiliek (sedert 2005)
- Mariabasiliek van Inowrocław (sedert 2008)
- Basiliek van het Heilig Hart van Jezus te Trzebinia (sedert 2013)

### Portugal
- Paleis van Mafra

### Slovenië
- Basiliek Maria Hulp der Christenen, Brezje

### Spanje
- Catedral Basílica de Santa-Ana, Las Palmas de Gran Canaria (verheven in 1894)
- Basílica de San Francisco, Javier (verheven in 1901)
- Catedral de Santa Maria, Palma (verheven in 1905)
- Basílica de Nuestra Señora de la Merced y San Miguel Arcángel, Barcelona (verheven in 1918)
- Real Colegiata Basilica de San Isidoro, León (verheven in 1942)
- Real Monasterio de Nuestra Señora de Guadalupe, Guadalupe (verheven in 1955)
- Basílica de Santa Cruz, Crypte van de Valle de Cuelgamuros, San Lorenzo de El Escorial (verheven in 1960)
- Real Basilica de San Francisco el Grande, Madrid (verheven in 1962)
- Basiliek van de Heilige Maria van het Koor, San Sebastian (verheven op 12 februari 1973)
- Bassilica de la Purissima Concepcio I assumpcio de Nostra Senyora, Barcelona (verheven in 2009)
- Basílica i Temple Expiatori de la Sagrada Família, Barcelona (verheven in 2010)
- Basílica de Nuestra Señora de la Candelaria, Candelaria (verheven in 2011)

## Afrika
| Land      | Plaats       | Basiliek                                                     | Jaar van verheffing | Foto |
| --------- | ------------ | ------------------------------------------------------------ | ------------------- | ---- |
| Algerije  | Algiers      | Basiliek van Onze-Lieve-Vrouw van Afrika                     | 1875                |      |
| Algerije  | Annaba       | Sint-Augustinusbasiliek                                      | 1914                |      |
| Benin     | Ouidah       | Basiliek van de Onbevlekte Ontvangenis                       | 1989                |      |
| Egypte    | Caïro        | Basiliek van de Heilige Theresia van het Kind Jezus          | 1972                |      |
| Egypte    | Caïro        | Kathedrale Basiliek van Onze-Lieve-Vrouw van Fatima          | 1993                |      |
| Ghana     | Kumasi       | Kathedrale Basiliek van Sint-Petrus                          | 2004                |      |
| Ghana     | Navrongo     | Kathedrale Basiliek van Onze-Lieve-Vrouw van Zeven Smarten   | 2006                |      |
| Ivoorkust | Yamoussoukro | Basiliek van Onze-Lieve-Vrouw van de Vrede                   | 1990                |      |
| Kameroen  | Yaoundé      | Basiliek van Maria Koningin der Apostelen                    | 2006                |      |
| Kenia     | Nairobi      | Kathedrale Basiliek van de Heilige Familie                   | 1982                |      |
| Nigeria   | Onitsha      | Kathedrale Basiliek van de Allerheiligste Triniteit          | 2007                |      |
| Oeganda   | Lodonga      | Basiliek van de Gezegende Maagd Maria                        | 1961                |      |
| Oeganda   | Namugongo    | Basiliek van de Martelaren van Oeganda                       | 1993                |      |
| Oeganda   | Munyonyo     | Basiliek van de Martelaren van Oeganda                       | 2017                |      |
| Rwanda    | Kabgayi      | Kathedrale Basiliek van Onze-Lieve-Vrouw Onbevlekt Ontvangen | 1992                |      |
| Senegal   | Poponguine   | Basiliek van Onze-Lieve-Vrouw van de Verlossing              | 1991                |      |
| Tunesië   | Carthago     | Kathedraal van Saint-Louis                                   | 1918                |      |
| Zimbabwe  | Bulawayo     | Kathedrale basiliek van de Onbevlekte Ontvangenis            | 2013                |      |

## Azië
| Land       | Plaats             | Basiliek                                                                        | Jaar van verheffing | Afbeelding |
| ---------- | ------------------ | ------------------------------------------------------------------------------- | ------------------- | ---------- |
| China      | Shanghai           | Basiliek van O.L.V. Hulp van Christenen (She Shan Basiliek)                     | 1942                |            |
| Filipijnen | Manilla            | Basiliek van de Black Nazarene, Quiapo (Quiapo Church)                          | 1987                |            |
| Filipijnen | Manilla            | Kathedrale Basiliek van de Onbevlekte Ontvangenis                               | 1958                |            |
| Filipijnen | Malolos            | Kathedrale Basiliek van de Onbevlekte Ontvangenis                               |                     |            |
| Filipijnen | Manilla            | Minor Basilica of San Lorenzo Ruiz                                              | 1992                |            |
| Filipijnen | Manilla            | Basilica Minore de San Sebastian (Sint-Sebastiaanbasiliek)                      | 1891                |            |
| Filipijnen | Cebu City          | Basilica minore del Santo Niño                                                  |                     |            |
| Filipijnen | Naga City          | Basiliek van Onze-Lieve-Vrouw van Peñafrancia                                   | 1985                |            |
| Filipijnen | Piat               | Basiliek van Onze-Lieve-Vrouwe- van Piat                                        | 1997                |            |
| Filipijnen | Taal               | Basiliek van Sint-Maarten van Tours                                             | 1948                |            |
| Filipijnen | Tayabas City       | Basiliek van Sint-Michael de Aartsengel                                         | 1988                |            |
| India      | Bandel             | Basiliek van Onze-Lieve-Vrouw van de Rozenkrans                                 | 1988                |            |
| India      | Bangalore          | St Maria's Basiliek, Shivajinagar                                               | 1973                |            |
| India      | Chennai            | Basiliek van de National Shrine van St Thomas, Santhome (San Thome Church)      | 1956                |            |
| India      | Goa Velha          | Basiliek van Bom Jesus                                                          | 1946                |            |
| India      | Kochi              | St Maria's Metropolitan MajorArchCadedral Basiliek, Ernakulam                   | 1974                |            |
| India      | Kochi              | St George's Basiliek,Angamaly,Ernakulam                                         | 2009                |            |
| India      | Kochi              | Holy Cross Cadedral Basiliek                                                    | 1984                |            |
| India      | Kochi              | National Shrine Basiliek van Onze-Lieve-Vrouw van Ransom, Vallarpadam           | 2004                |            |
| India      | Mumbai             | Basiliek van Onze-Lieve-Vrouw van de Mount, Bandra (Mount Maria Church)         | 1954                |            |
| India      | Ranchi             | Basiliek van de Divine Motherhood van Onze-Lieve-Vrouw, Raja Ulhatu             | 2004                |            |
| India      | Sardhana           | Basiliek van Onze-Lieve-Vrouwe van Graces                                       | 1961                |            |
| India      | Thiruvaiyaru       | Basiliek van Onze-Lieve-Vrouwe van Lourdes, Poondi (Poondi Madha Basiliek)      | 1999                |            |
| India      | Thiruvananthapuram | Pro-Cathedral van St Maria Queen van Peace                                      | 2008                |            |
| India      | Thoothukudi        | Onze Lieve Vrouwe van Snows Shrine Basiliek                                     | 1982                |            |
| India      | Thrissur           | Basiliek van Onze-Lieve-Vrouwevan Dolours                                       | 1992                |            |
| India      | Tiruchirappalli    | Basiliek van de Heilige Verlosser                                               | 2006                |            |
| India      | Velankanni         | Basiliek van Onze-Lieve-Vrouw van Good Health                                   | 1962                |            |
| Israël     | Haifa              | Basiliek van Onze-Lieve-Vrouw, Sterre der Zee, Stella Maris Carmelite Monastery | 1839                |            |
| Israël     | Jeruzalem          | Heilig Grafkerk                                                                 |                     |            |
| Israël     | Jeruzalem          | Kerk van Alle Naties                                                            |                     |            |
| Israël     | Jeruzalem          | Basiliek van St Stephen                                                         | 1903                |            |
| Israël     | Jeruzalem          | Sint-Annakerk                                                                   | 1954                |            |
| Israël     | Jeruzalem          | Basiliek van de Dormition van de Virgin Maria, Hagia Maria Sion Abbey           | 1957                |            |
| Israël     | Lager Galilea      | Basiliek van de Transfiguratie, Tabor                                           |                     |            |
| Israël     | Mateh Yehuda       | Church van Emmaus (House van St Cleophas)                                       | 1919                |            |
| Israël     | Nazareth           | Basiliek van de Aankondiging                                                    |                     |            |
| Sri Lanka  | Tewatte            | Basiliek van Onze-Lieve-Vrouw van Lanka                                         | 1973                |            |
| Taiwan     | Kaohsiung          | Kathedrale Basiliek van de Heilige Rozenkrans                                   | 1995                |            |
| Taiwan     | Wanluan            | Basiliek van de Onbevlekte Ontvangenis, Wanchin                                 | 1984                |            |
| Vietnam    | Ho Chi Minhstad    | Kathedrale Basiliek van de Onbevlekte Ontvangenis                               | 1962                |            |
| Vietnam    | La Vang            | Basiliek van Onze Lieve Vrouwe van La Vang                                      | 1961                |            |
| Vietnam    | Nam Định           | Basiliek van Phú Nhai                                                           | 2008                |            |

## Oceanië

### Australië
- Sydney: Cathedral Church and Minor Basilica of the Immaculate Mother of God, Help of Christians, Patroness of Australia (verheven in 1932)
- Melbourne: Cathedral Church and Minor Basilica of Saint Patrick (verheven in 1974)
- Perth: St Patrick’s Basilica (verheven in 1994)
- Melbourne (Camberwell): Our Lady of Victories Basilica (verheven in 1996)
- Geelong: St Mary of the Angels Basilica (verheven in 2004)

## Noord-Amerika

### Canada
- Quebec: Notre-Dame de Québec (verheven in 1897)
- Montréal: Kathedrale basiliek Maria Koningin der Wereld (verheven in 1919)
- St. John's: Kathedrale Basiliek van Sint-Johannes de Doper (verheven in 1955)
- Montréal: Notre-Dame van Montréal (verheven in 1982)

### Mexico
- Mexico-Stad: Basiliek van Guadalupe (sedert 1904)

### Verenigde Staten van Amerika
- Baltimore (Maryland): Basiliek van het Nationaal Heiligdom van de Hemelvaart van de Heilige Maagd Maria (verheven in 1937)
- Boston: Basiliek van Onze-Lieve-Vrouw van Altijddurende Bijstand (verheven in 1954)
- Carmel-by-the-Sea: San Carlos Borromeo de Carmelo-missie (verheven in 1961)
- San Diego: San Diego de Alcalá-missie (verheven in 1976)
- Philadelphia (Pennsylvania): Cathedral Basilica of Saints Peter and Paul (verheven in 1976)
- Galveston (Texas): Kathedrale Basiliek Sint-Maria (verheven in 1979)
- Washington D.C.: Basiliek van het Nationaal Heiligdom van de Onbevlekte Ontvangenis (verheven op 12 oktober 1990)
- Chicopee (Massachusetts): Sint-Stanislausbasiliek (verheven in 1991)
- Newark (New Jersey): Kathedrale Basiliek van het Heilig Hart (verheven op 22 december 1995)
- Saint Louis (Missouri): Kathedraal van de Heilige Lodewijk (verheven in 1999)
- Bardstown (Kentucky): Sint-Jozefbasiliek (verheven in augustus 2001)
- Honolulu: kathedrale basiliek van Onze-Lieve-Vrouw van Vrede (verheven in 2014)

## Zuid-Amerika

### Ecuador
- Basílica del Voto Nacional, Quito
- Basílica de Nuestra Señora de la Merced, Quito

### Peru
- Lima:
  - Kathedrale Basiliek
  - Minor Basilica de Nuestra Señora de la Merced
  - Minor Basilica de Nuestra Señora del Rosario
  - Minor Basilica de San Francisco
  - Minor Basilica de Santa Rosa de Lima
  - Minor Basilica de María Auxiliadora
- Cuzco
  - Kathedrale Basiliek
  - Basilica de Nuestra Señora de las Mercedes
- Arequipa: Kathedrale Basiliek
- Ayacucho: Kathedrale Basiliek
- Trujillo: Kathedrale Basiliek
- Puno: Kathedrale Basiliek

### Venezuela
- Basiliek van de Heilige Christus van Genade, Barquisimeto
- Basiliek van de Heilige Kapel, Caracas
- Basiliek van Sint-Pieter de Apostel, Caracas
- Basiliek van Sint-Theresa, Caracas
- Kathedrale Basiliek van Sint-Anna, Coro
- Basiliek van Onze-Lieve-Vrouw van Valle, El Valle del Espíritu Santo
- Kathedrale Basiliek van Onze-Lieve-Vrouw van Coromoto, Guanare
- Basiliek van de Heilige Geest, La Grita
- Basiliek van Onze-Lieve-Vrouw van de Rozenkrans van Chiquinquirá, Maracaibo
- Kathedrale Basiliek van de Onbevlekte Ontvangenis van Mérida, Mérida
- Basiliek van Onze-Lieve-Vrouw van Troost, Táriba
- Basiliek van Sint-Lucia, Timotes
- Kathedrale Basiliek van Onze-Lieve-Vrouw van Bijstand, Valencia